# Joseph Bonsirven
Joseph Bonsirven (ur. 26 stycznia 1880 w Lavaur (Tarn), zm. 12 lutego 1958) – jezuita i biblista francuski. Jeden z pionierów katolickiej egzegezy historycznej. W zakres jego zainteresowań wchodziła zwłaszcza Apokalipsa św. Jana i teologia św. Pawła w kontekście egzegezy rabinicznej. Święcenia kapłańskie przyjął w 1903.

## Książki
Jospeh Bonsirven SJ wydał m.in. następujące prace:
- Exégèse rabbinique et exégèse paulinienne, Paryż 1939.
- Les juifs et Jësus, Paryż 1947; wydanie angielskie: Palestinian Judaism in the time of Jesus Christ, Nowy York 1964.
- Les enseignements de Jésus-Christ, Paryż 1946.
- L'Évangile de Paul, Paryż 1946.
- L'Apocalypse de Saint Jean, Paryż 1951.
- Theólogie du Nouveau Testament. Aubier, 1951; wydanie angielskie: Theology of the New Testament, Londyn 1963.
- Le Témoin du Verbe : le disciple bien-aimé, Tuluza 1956.